# Conrad Schnitzler
Conrad „Conny“ Schnitzler (* 17. März 1937 in Düsseldorf; † 4. August 2011 in Berlin) war ein deutscher Künstler, Musiker und Komponist, der überwiegend elektronische Musik komponierte.

## Leben und Wirken
Nach einer Ausbildung als Maschinenbauer war Schnitzler Schüler des Objekt- und Aktionskünstlers Joseph Beuys. 1962 heiratete er Christa Runge, mit der er drei Kinder bekam, darunter den Regisseur Gregor Schnitzler. Er gründete 1968 den Zodiac-Club in West-Berlin, der sich der Subkultur widmete.
Im November 1969 gründete Conrad Schnitzler zusammen mit Dieter Moebius und Hans-Joachim Roedelius die Band Kluster. Nach nur zwei LPs (Klopfzeichen und Kluster zwei Osterei) verließ Schnitzler die Formation wieder und gründete die kurzlebige Gruppe Eruption (mit Klaus Freudigmann und Wolfgang Seidel), seither war er als Solist tätig.
Im Jahre 1970 bildete er zusammen mit Klaus Schulze und Edgar Froese die zweite Formation der Gruppe Tangerine Dream, eingespielt wurde das Album Electronic Meditation. Er besorgte in diesem Jahr der Gruppe Kraftwerk den ersten Synthesizer.
In der Black-Metal-Szene wurde Schnitzler durch den Mayhem-Gitarristen Øystein Aarseth bekannt, der Fan von Schnitzlers Musik war. Nachdem Aarseth nach Deutschland gereist war und Schnitzler kennengelernt hatte, gab dieser ihm Musik mit, die für Silvester Anfang, das Intro von Mayhems erster EP Deathcrush, benutzt wurde.
Am 4. August 2011 starb Schnitzler an den Folgen einer Magenkrebserkrankung in Berlin.

## Diskografie (Auswahl)
- 1970: Tangerine Dream · Electronic Meditation
- 1970: Kluster · Klopfzeichen
- 1971: Kluster · Zwei-Osterei
- 1973: ohne Titel (a.k.a. Rot)
- 1974: ohne Titel (a.k.a. Blau)
- 1974: Eruption (a.k.a. Schwarz- letztes Konzert mit Kluster Mai 1971)
- 1980: Auf dem Schwarzen Kanal (EP mit Wolfgang Seidel)
- 1980: Consequenz (mit Wolfgang Seidel)
- 1981: Con 3 (mit Wolfgang Seidel)
- 1981: Conrad & Sohn (mit Gregor Schnitzler)
- 1987: Congratulacion
- 1987: Mayhem · Deathcrush (EP; Intro Silvester Anfang)
- 1988: ConGen: New Dramatic Electronic Music (mit Gen Ken Montgomery)
- 1988: Conditions of the Gas Giant(USA Cassette Label, Wiederveröffentlichung 2019 auf Vinyl)
- 1988: Concho (mit Michael Chocholak)
- 2001: Acon (mit Hans-Joachim Roedelius)
- 2006: Aquatic Vine Music (mit Michael Thomas Roe)
- 2008: 20070709 (mit Bernhard Wöstheinrich)
- 2010: Zug (Wiederveröffentlichung auf m=minimal + remixe von Pole und borngräber & strüver)
- 2011: Ballet Statique (Wiederveröffentlichung auf m=minimal)
- 2011: Con-Struct (zusammen mit borngräber & strüver, m=minimal)
- 2012: Endtime (Einige Tage vor seinem Tod in Dallgow aufgenommen)
- 2015: GEN CON FLUX (mit Ken Montgomery und Mama Baer)[7]
- 2015: Con-Struct (mit Pyrolator)
- 2016: a tribute to anthony braxton (Pyrolator/Wolfgang Seidel/Kommissar Hjuler & Mama Baer/Albrecht/d.)
- 2021: Paracon (The Paragon Session Outtakes 1978–1979)
- 2022: Die Einsamkeit der Engel nach der Liebe (Lt. Caramel & Christos Tzanakas spielen CON/Mama Baer/Kommissar Hjuler)

## Audio
- Beate und Stefan Becker: „Manchmal artet es in Musik aus.“ Eine Lange Nacht über den Intermedia-Künstler Conrad Schnitzler, Audio-Version (eine Woche online) Manuskript zur Sendung: deutschlandfunk.de (PDF; 238 kB), deutschlandradiokultur.de Deutschlandfunk und Deutschlandradio Kultur, 11./12. März 2017.